# Langue des signes costaricienne
La langue des signes costaricienne (en espagnol : lengua de señas de Costa Rica ou lenguaje de señas costarricense, LECSO), est la langue des signes utilisée par les personnes sourdes et leurs proches au Costa Rica.

## Caractéristiques
La LESCO est peut-être liée à la langue des signes de Providencia. Elle a 73 % de signes similaires avec la langue des signes américaine (ASL), 55 % avec la langue des signes costaricienne originelle et 38 % avec la langue des signes bribri, mais il est possible que les ressemblances viennent d'un lien plus ancien des deux dernières langues avec la langue des signes espagnole, qui a elle-même été influencée par la langue des signes française, tout comme l'ASL l'a été.

## Utilisation
La LESCO est utilisée principalement par les utilisateurs de langue des signes les plus jeunes, c'est-à-dire ceux nés après 1952.
Il existe une association nationale pour les sourds (Asociación Nacional de Sordos de Costa Rica, ANASCOR) qui travaille à promouvoir les droits des personnes sourdes en faisant reconnaître et en utilisant la LESCO, tout en promouvant le droit d'accès à la communication et de l'information, l'éducation, les activités culturelles et les loisirs divers pour les sourds.